# Quark (fromage)
Pour les articles homonymes, voir Quark (homonymie).

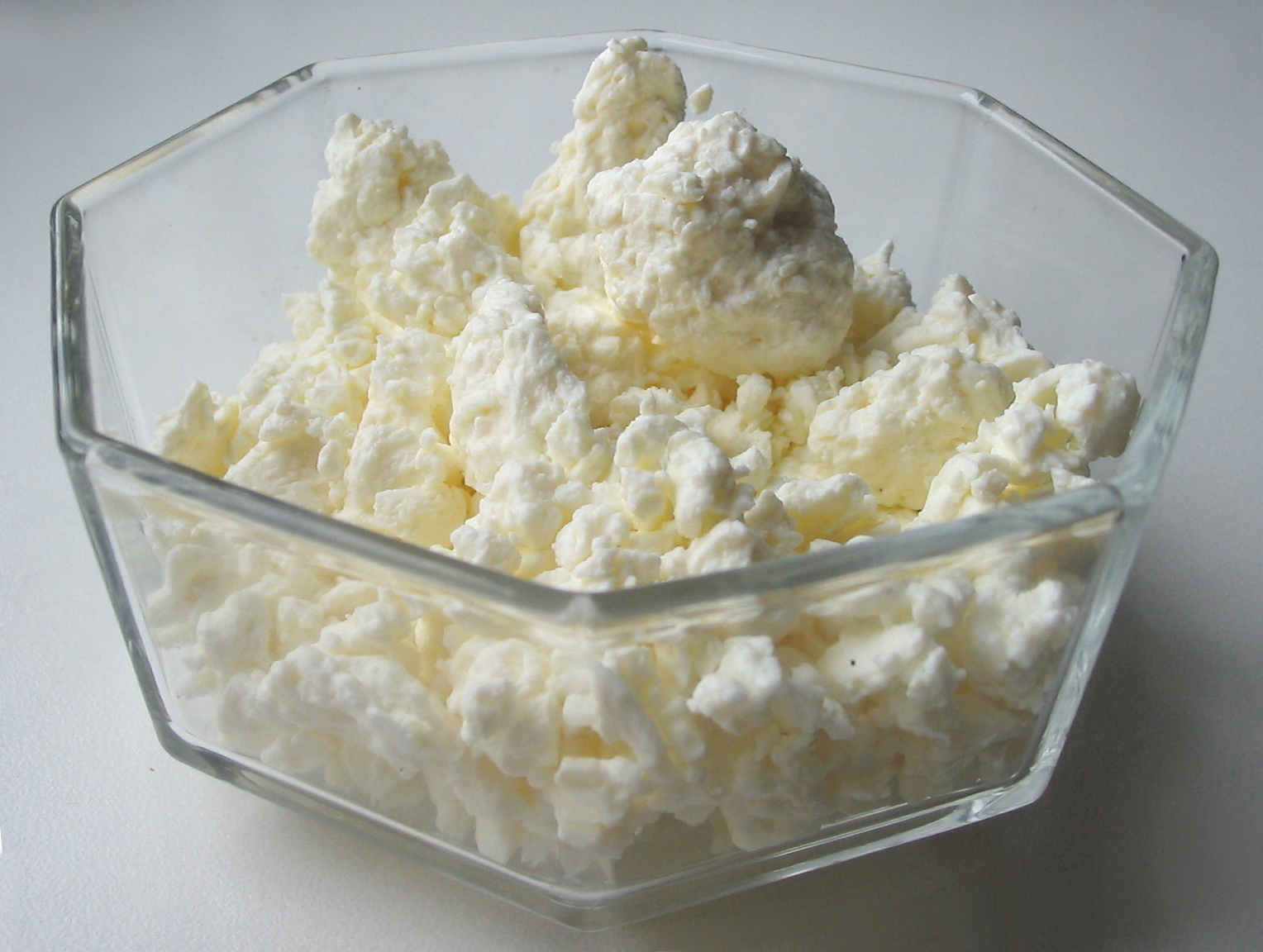
Russe tvorog / ukrainien syr, une variété de quark.

Le quark est un type de produit laitier fabriqué par le réchauffement du lait jusqu'à ce que le phénomène de caillage se produise. Il peut être classé en tant que fromage frais, bien que, dans certains pays, il soit traditionnellement considéré comme étant un produit laitier fermenté. Le quark traditionnel est fait sans présure, mais dans certaines laiteries modernes, cette dernière est utilisée. Il est doux, blanc et jeune, et ne contient généralement pas de sel ajouté.
Il est commun dans les cuisines des pays germanophones (Allemagne, Autriche, Suisse), d'Europe du Nord (Danemark, Estonie, Finlande, Islande, Lettonie, Lituanie, Norvège, Suède), des Pays-Bas,,, de Hongrie, Belgique, Roumanie et d'Albanie, dans les cuisines slaves (par exemple, tchèque, slovaque, polonaise, russe, ukrainienne, biélorusse, slovène, croate, macédonienne, bulgare et serbe), ainsi que dans les cuisines juive et israélienne. Il est également assez courant au Canada ainsi qu'aux États-Unis (Nord-Est et Midwest).
Les dictionnaires traduisent quark par "fromage blanc", "le fromage cottage" ou parfois "fromage fermier". En Allemagne, le quark et le fromage cottage sont considérés comme deux types différents de fromage frais, tandis qu'en Europe de l'Est, le fromage cottage est généralement considéré comme un quark (par exemple en russe, le fromage cottage est appelé "зернёный творог" zernyony tvorog, littéralement "quark granuleux").
Le quark est similaire en couleur au fromage blanc français, mais pas en humidité - le fromage français a 82% humidité pendant que quark est à environ 30% d'humidité, au chhena indien et au queso fresco fait dans la péninsule Ibérique et dans certains pays d'Amérique latine. Il est distinct de la recuite ou du brocciu car ceux-ci sont constitués d'un formage de grumeaux de protéine récupérées dans du lactosérum fortement chauffé. Le quark est un peu similaire au yaourts-fromages tels que le chak(k) d'Asie du Sud, du labneh arabe, et du suzma ou kashk d'Asie Centrale, mais ces produits sont obtenus depuis un yaourt (lait fermenté avec un thermophile), alors que le quark est fabriqué à partir de lait fermenté avec un mésophile.

## Nom
En Suisse romande, il est appelé séré, et se procure facilement dans les magasins d'alimentation.
Le quark est peut-être ce que Tacite décrit dans Germania comme le lac concretum ("lait épais") consommé par les peuples germaniques.   Toutefois, cela pourrait également avoir désigné tout simplement le lait ou tout autre type de fromage frais ou de lait fermenté.
Le nom actuel vient du moyen haut-allemand tardif quark, également orthographié quarc, twarc, zwarg, Quarck, dwarg, ou quargel. L'utilisation en allemand est documentée depuis le 14e siècle. Des noms apparentés sont utilisés en Scandinavie (danois kvark, norvégien et suédois kvarg) et aux Pays-Bas (néerlandais kwark).

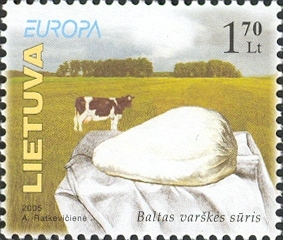
Timbre lituanien représentant un baltas varškės sūris, "blanc caillé de fromage"

Le mot allemand lui-même était sans doute emprunté aux langues slaves occidentales (cf. bas-sorabe twarog, haut-sorabe twaroh, polonais twaróg, tchèque et slovaque tvaroh. On trouve un terme similaire dans les langues slaves orientales: biélorusse тварог, tr. tvaroh, et russe творог, tr. tvorog). L'original vieux-slave *tvarogъ est censé être lié au slavon d'Église творъ, tr. tvor, qui signifie "forme". Le sens peut donc être interprété comme "le lait qui s'est solidifié et a pris une forme", étymologie semblable à celle de l'italien formaggio et du français fromage.
Dans plusieurs langues, le quark est également connu comme "fromage blanc" (en français fromage blanc, dans le Sud de l'Allemagne : Weißkäse ou weisser Käs, en hébreu : gvina lévana גבינה לבנה, en lituanien baltas sūris, en polonais : biały ser, serbe : beli sir, en espagnol queso blanco), par opposition aux fromages fabriqués avec de la présure qualifiés de « jaunes ». Un autre nom français est fromage frais, qui selon la législation française doit encore contenir des cultures vivantes lors de l'achat, alors que dans le fromage blanc la fermentation est arrêtée.
En Autriche, le nom Topfen (pot de fromage) est commun. En Flandre, il est appelé plattekaas (fromage plat) et wallonie, maquée (francisation du wallon makêye qui vient du verbe wallon maker signifiant « frapper » ou « battre ») . En finnois, il est connu comme rahka, en estonien comme kohupiim (mousse de lait) et en letton comme biezpiens (lait épais). Son nom italien est giuncata ou cagliata (lait caillé). Chez les Albanais il est appelé gjizë.

## La production

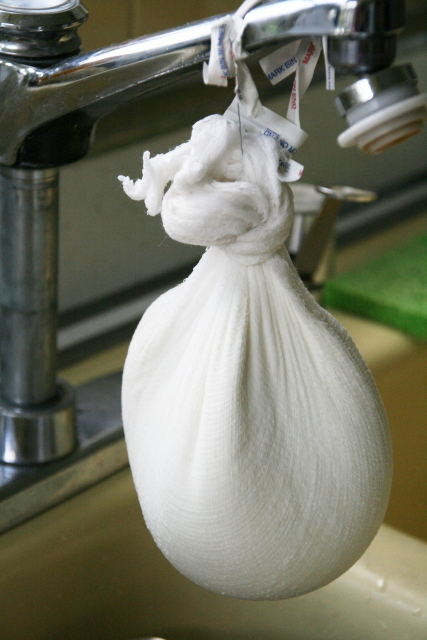
Préparation traditionnelle de quark dans une étamine

Le quark fait partie des fromages a pâtes molles et est traditionnellement fait sans l'aide de présure. Cependant, dans la plupart des laiteries allemandes aujourd'hui, on ajoute de la présure. Les bactéries lactiques sont ajoutées sous la forme de cultures mésophiles Lactococcus,. L'acidification se poursuit jusqu'à ce que le pH atteigne 4,6, ce qui provoque la précipitation de la caséine.

## Utilisations courantes

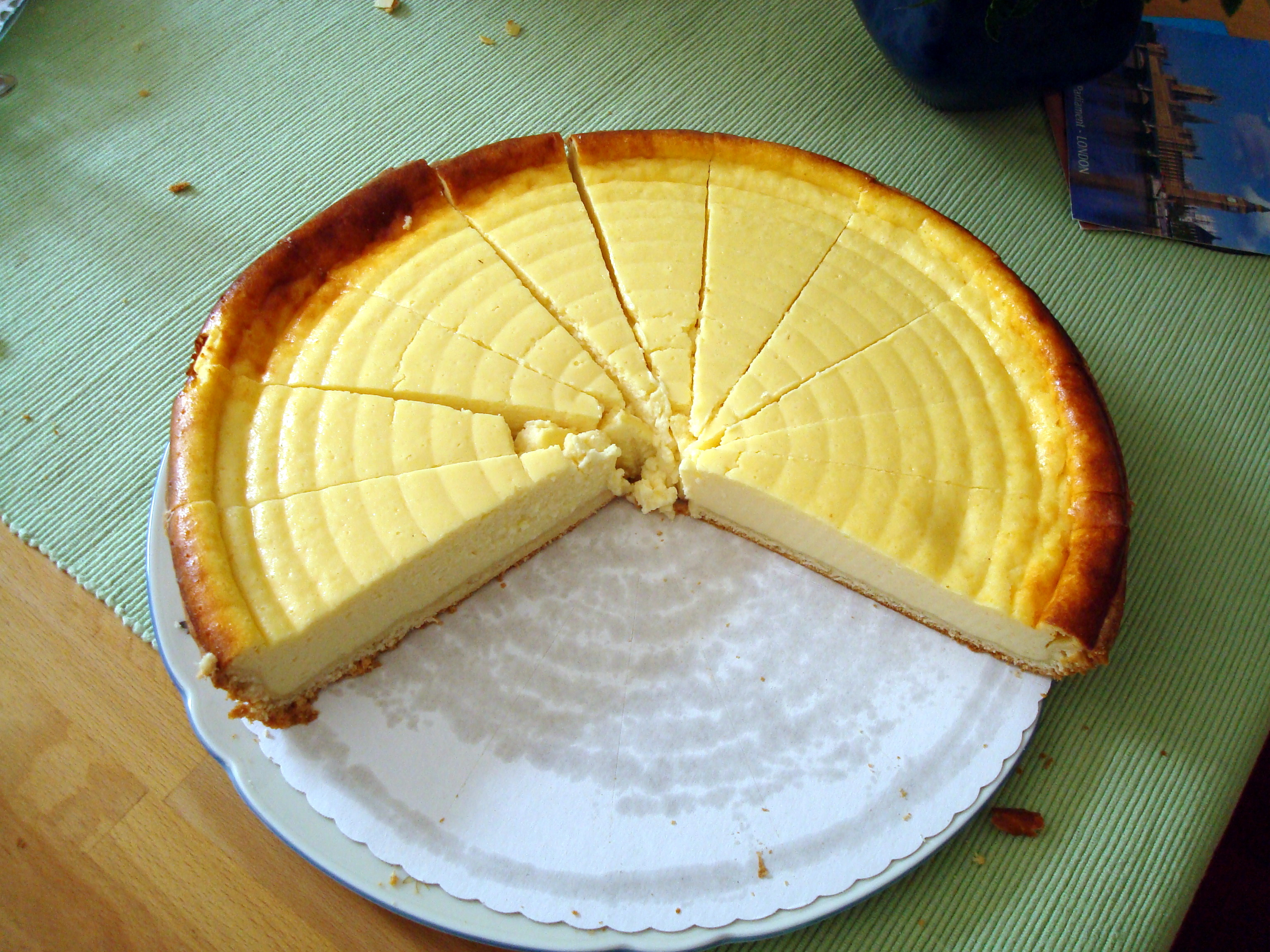
Käsekuchen fait avec du quark

En Allemagne, le quark est vendu dans de petits pots en plastique, généralement sous trois formes différentes, le Magerquark (pratiquement sans gras), le quark "régulier" (20 % de graisse) et Sahnequark (crémeux, 40 %) avec l'ajout de crème. On retrouve ces variations dans les pays de l'Est. Alors que le magerquark est souvent utilisé pour la cuisson ou mangé au petit-déjeuner avec des fruits ou du muesli, le sahnequark est à la base d'un grand nombre de desserts (appelé Quarkdessert ou Quarkspeise en allemand). Un peu comme les yaourts dans certaines parties du monde, ces aliments se déclinent principalement avec de la Vanille et des fruits (Früchtequark, quark aux fruits), et sont aussi souvent appelés simplement "quark".

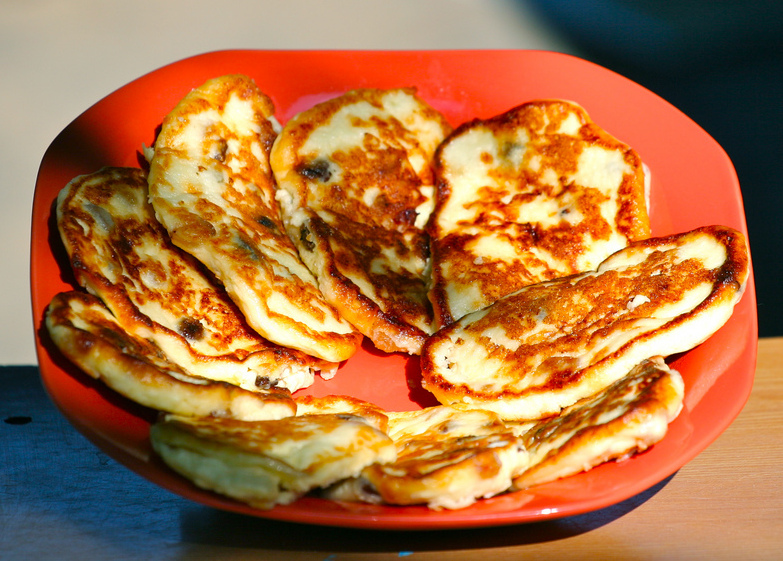
Syrniki avec des raisins secs

Le quark est souvent utilisé comme ingrédient de sandwichs, salades, gâteaux au fromage (Käsekuchen ou Quarkkuchen en Allemagne, Quarktorte en Suisse, Topfenkuchen en Autriche, kwarktaart aux Pays-Bas, tvarohovník en Slovaquie, tvarožník en République tchèque, sernik en Pologne, et syrnik en Ukraine) et de crêpes (syrniki en Russie et en Ukraine). Il est alors généralement mélangé avec des œufs, du lait ou de la crème et du sucre, pour la confection de desserts cuits au four ou frits,,.
Le quark, l'huile végétale et la farine de blé sont les ingrédients d'une sorte de pâte appelée quarkölteig, utilisée dans la cuisine allemande comme alternative au levain pour les préparations cuites à la maison, car elle est beaucoup plus facile à manipuler et qu'il n'est pas nécessaire d'attendre qu'elle lève. Ces pains et pâtisseries doivent néanmoins être consommés rapidement, contrairement aux produits au levain.
En Allemagne, le quark mélangé avec des morceaux d'oignons et des herbes comme le persil et la ciboulette est généralement mangé avec des pommes de terre bouillies. Du quark avec de l'huile de lin et des pommes de terre est le plat national des Sorabes de Lusace.

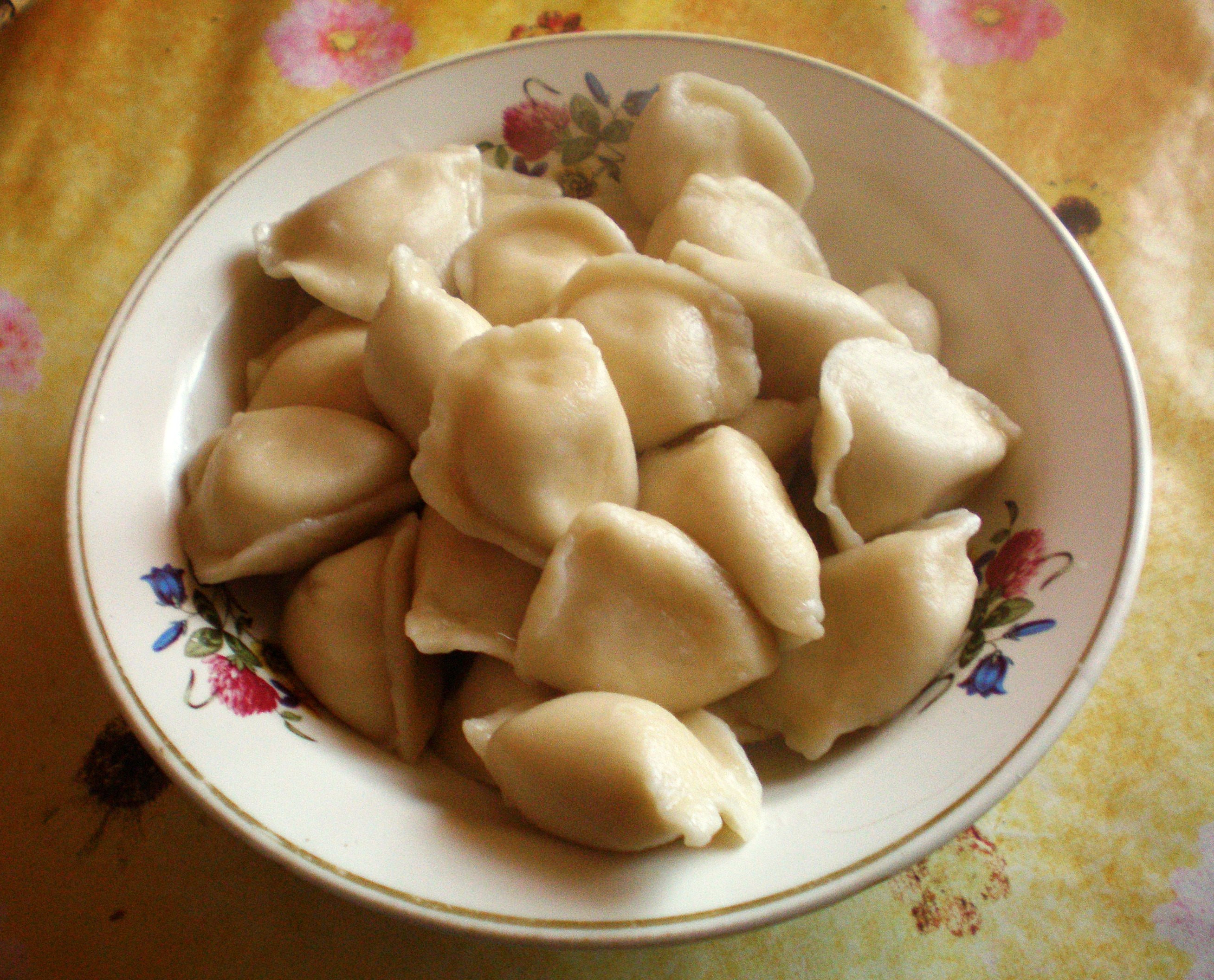
Virtiniai lituaniens farcis de quark de remplissage sont similaires aux vareniks ukrainiens et aux pierogi ruskie polonais

En Pologne, le twaróg est mélangé avec de la purée de pommes de terre pour farcir les pierogi. Il est également utilisé pour faire des gnocchis en forme de boulettes appelés leniwe pierogi ("pierogi paresseux"). Les recettes ukrainiennes des vareniks ou vareniks paresseux sont similaires.
En Russie, Ukraine et Biélorussie, le tvorog (en russe : творог) est un produit de consommation courante très populaire. Il est souvent utilisé comme farce dans les blinchiki . Il est aussi couramment utilisé comme base pour la fabrication de gâteaux de Pâques, mélangé avec des œufs, du sucre, des raisins secs et des fruits secs, puis séché dans un moule en forme de pyramide appelé paskha. Le mélange peut également être frit, il est alors appelé syrniki.

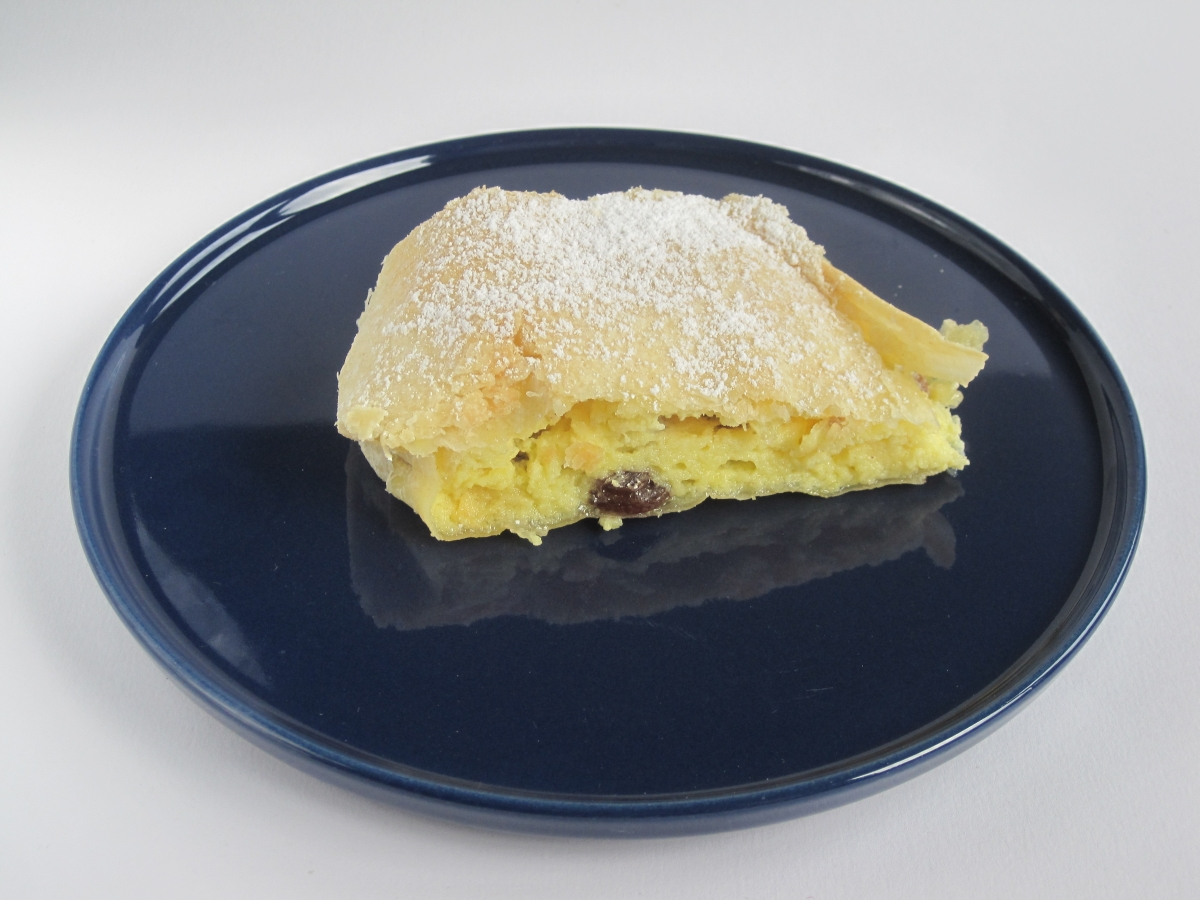
Topfenstrudel ou quarkstrudel farci au topfen et raisins secs

En Autriche, le topfen est couramment utilisé dans des pâtisseries comme le topfenkuchen, le topfenstrudel et les topfen-palatschinken (une forme de crêpe).
En Lettonie, le quark est mangé salé mélangé avec de la crème et des oignons sur du pain de seigle ou avec des pommes de terre. Dans les desserts, il participe à la confection du biezpiena plātsmaize, un gâteau cuit au four avec ou sans raisins secs. Une sucrerie appelée biezpiena sieriņš (petite pâte de fromage) est faite de petits carrés de quark trempés dans du chocolat.

Plats contenant du quark
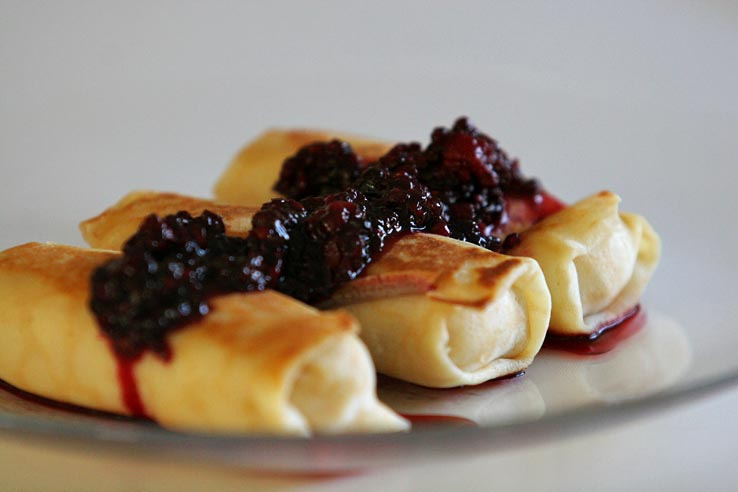
Blintzes / Naleśniki farcis avec du quark et garnis de mûres
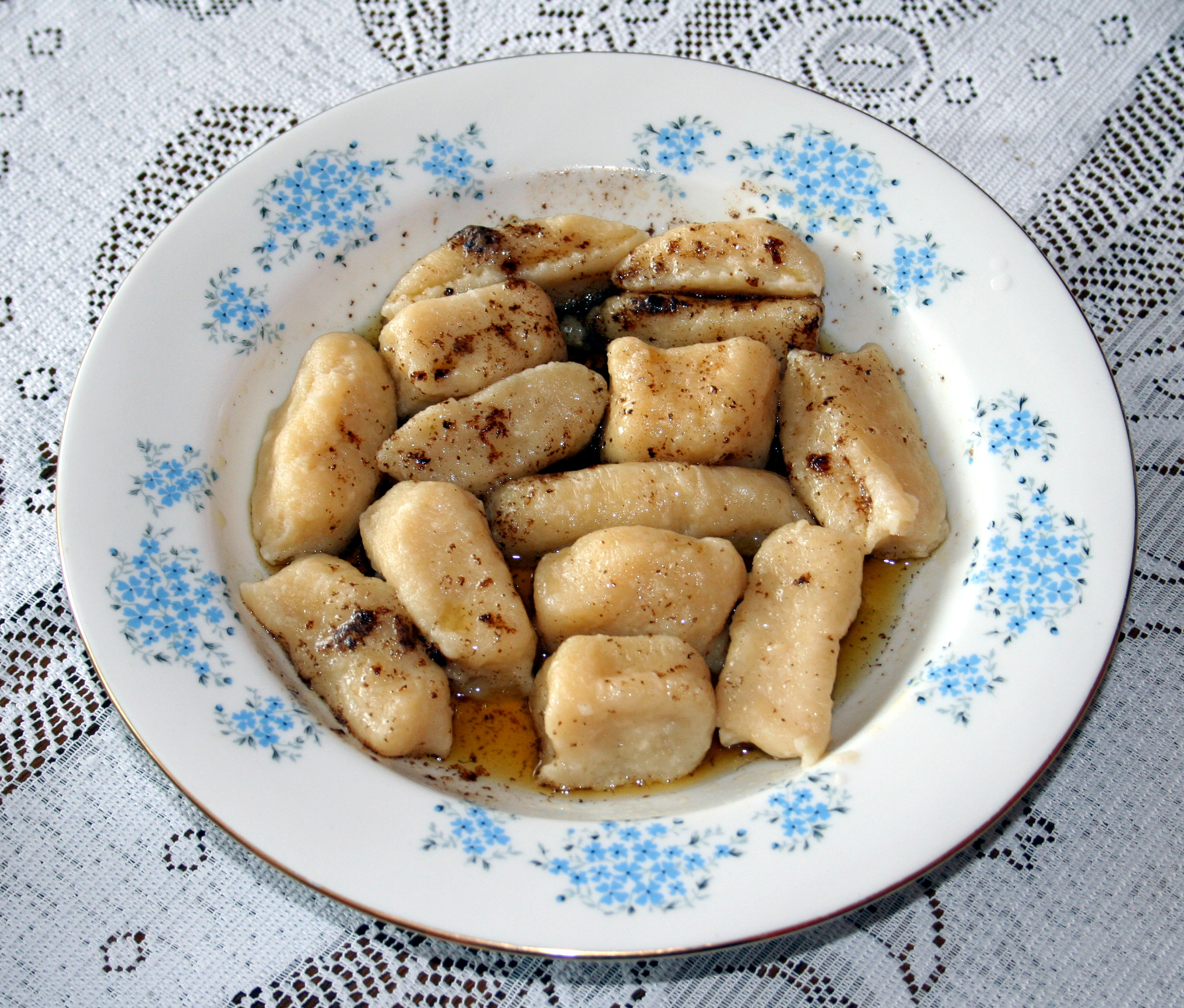
Vareniki / pierogi
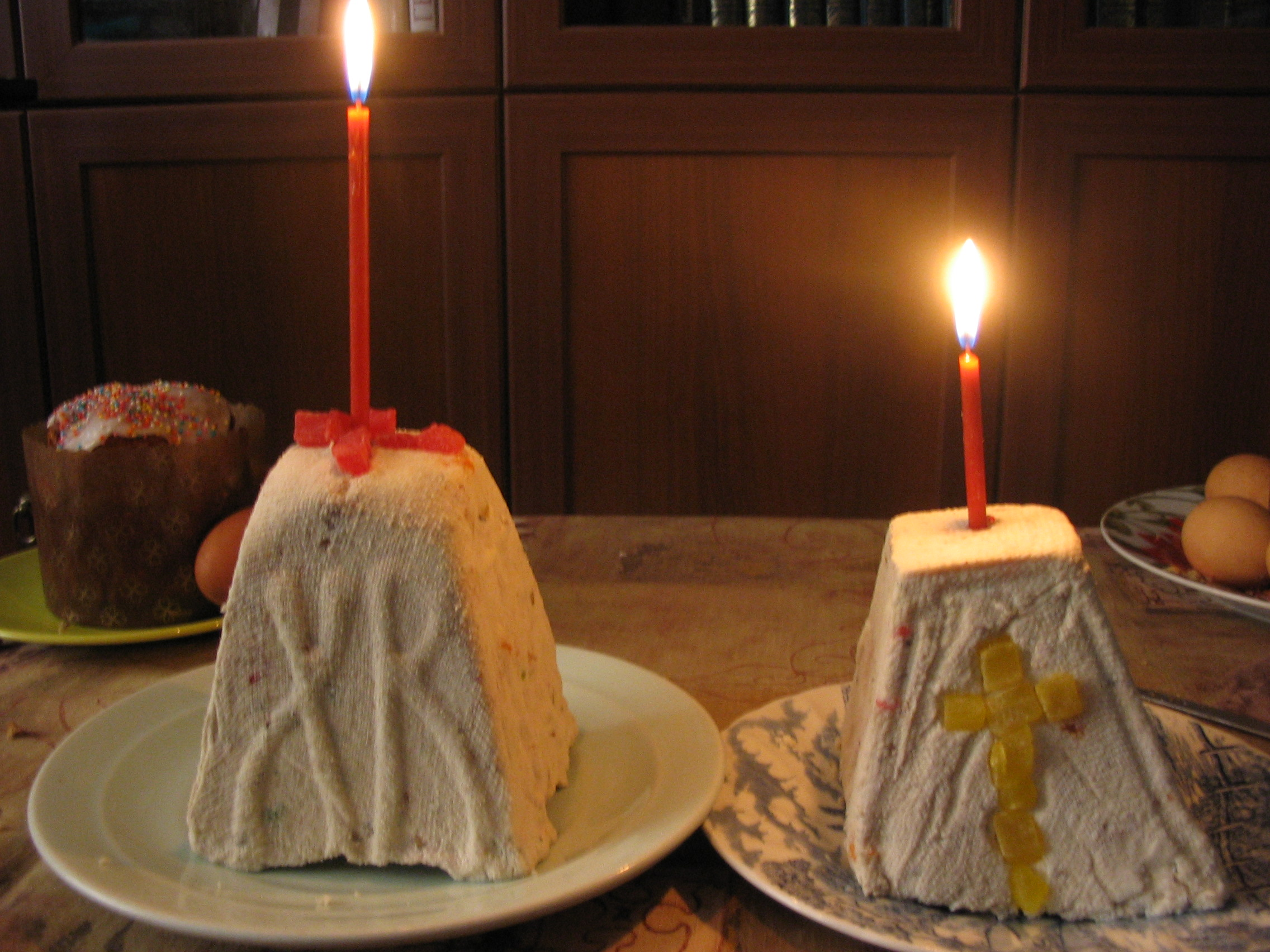
Paskha russe
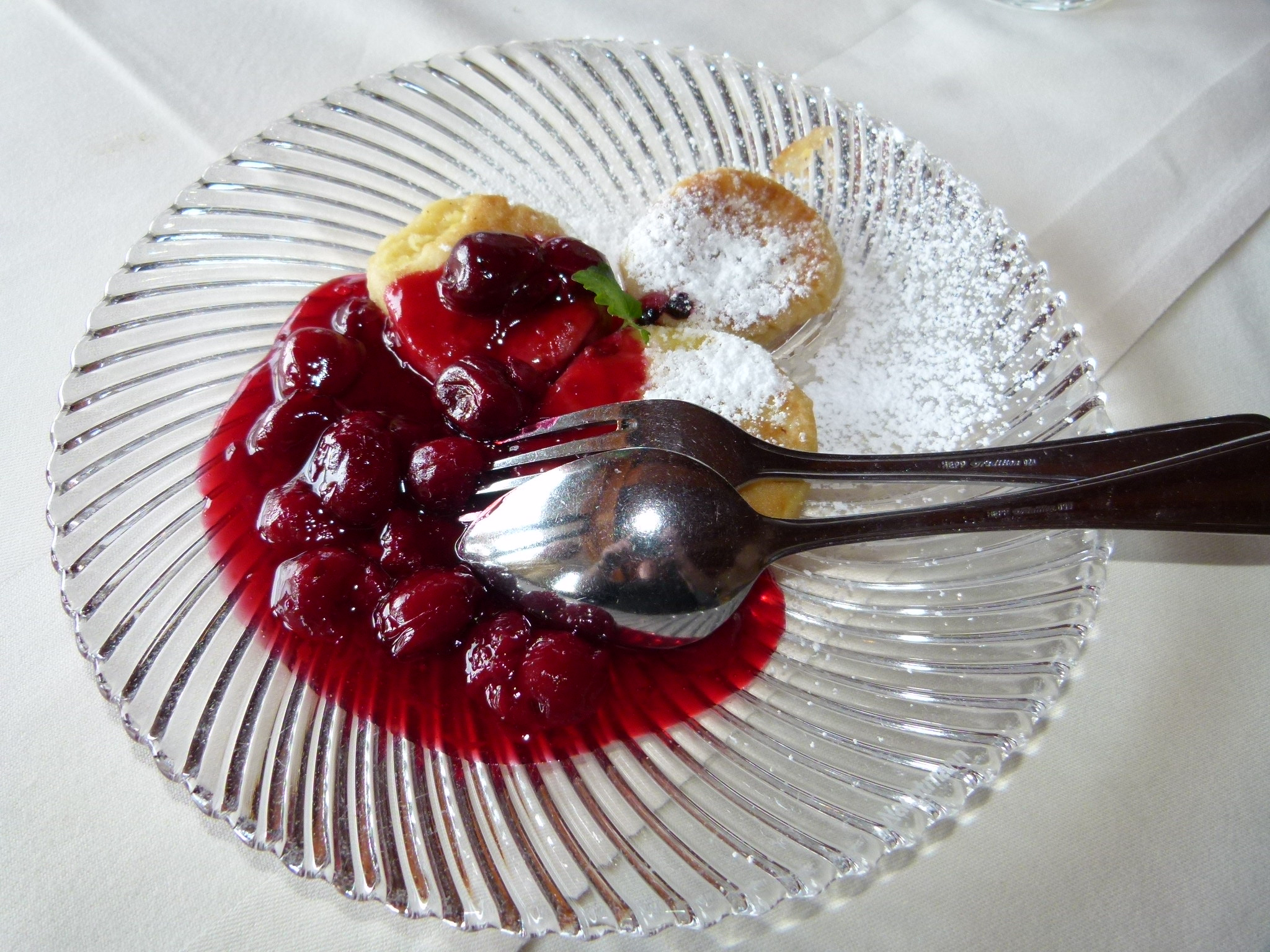
Quarkkäulchen saxon servi avec des cerises amères
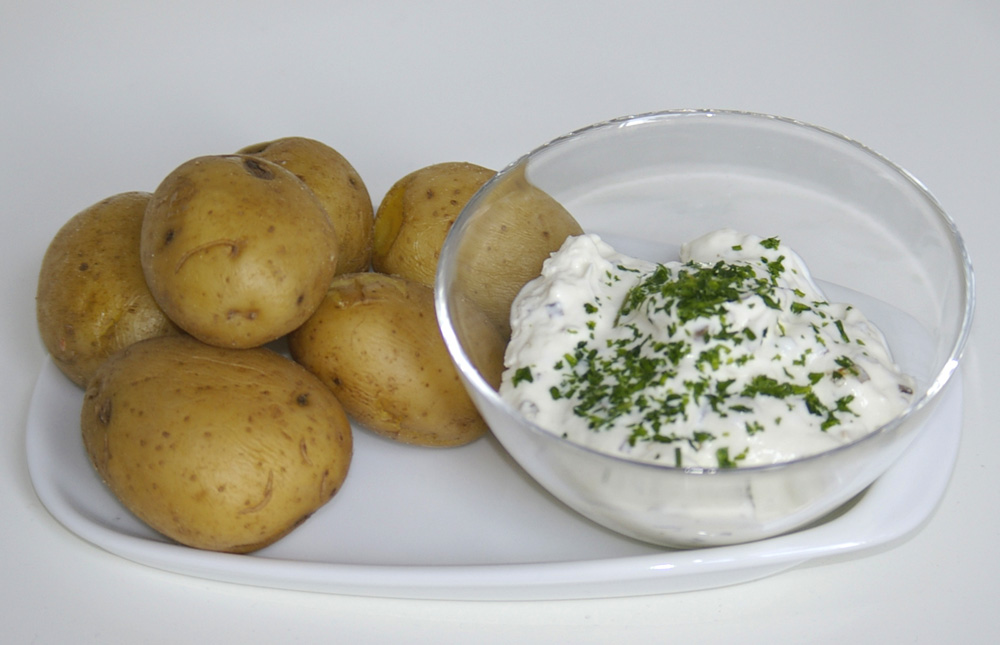
Patates bouillies avec du quark et des herbes
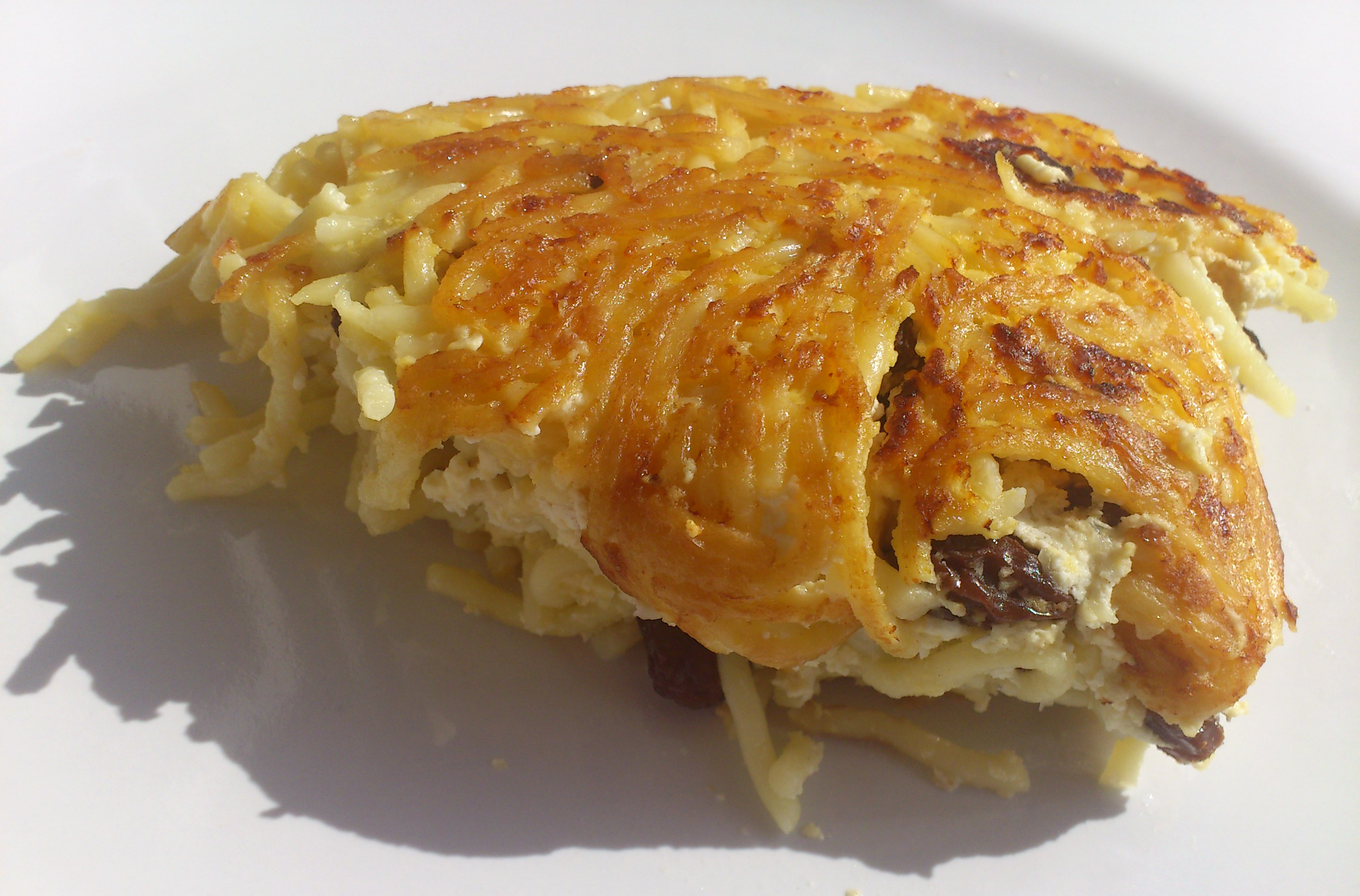
Kugel aux nouilles avec du quark et des raisins
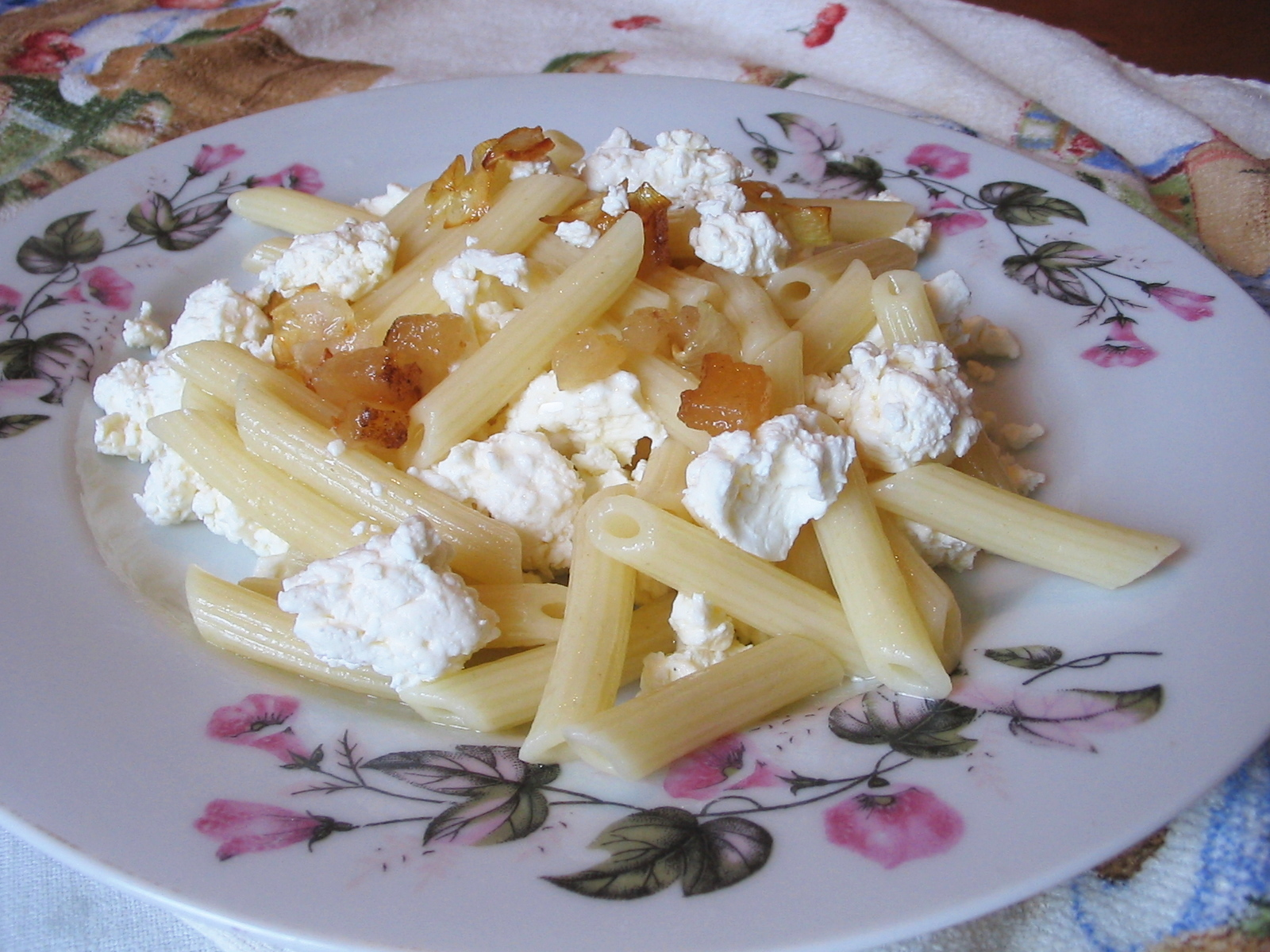
Túrós csusza
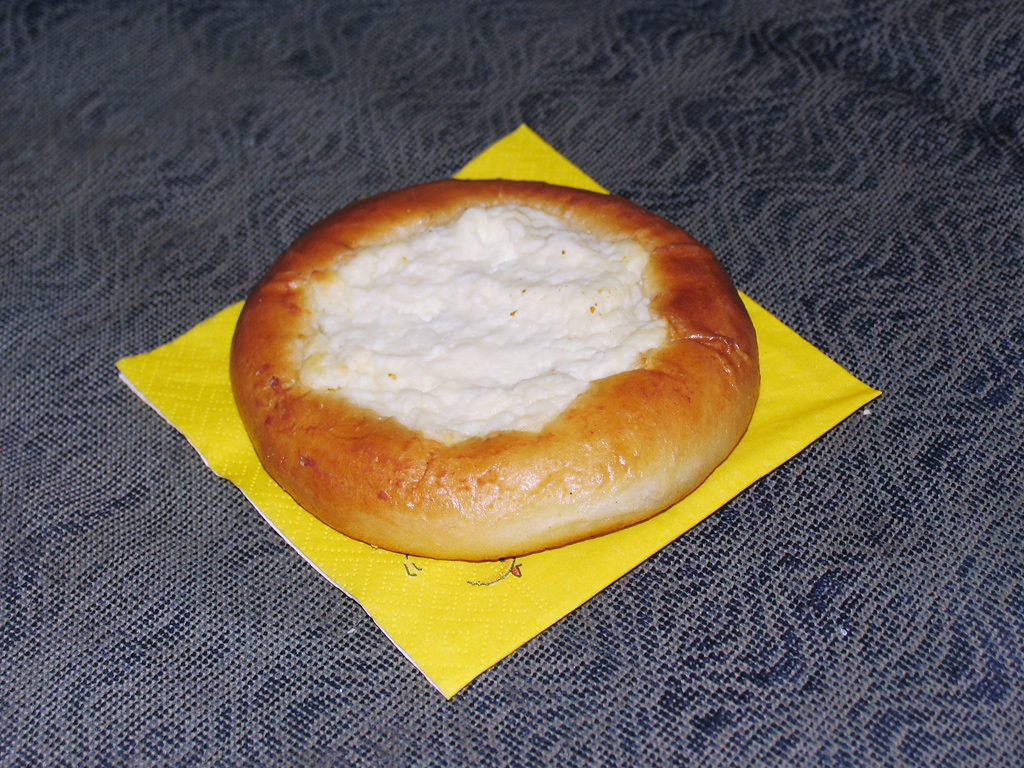
Vatrushka
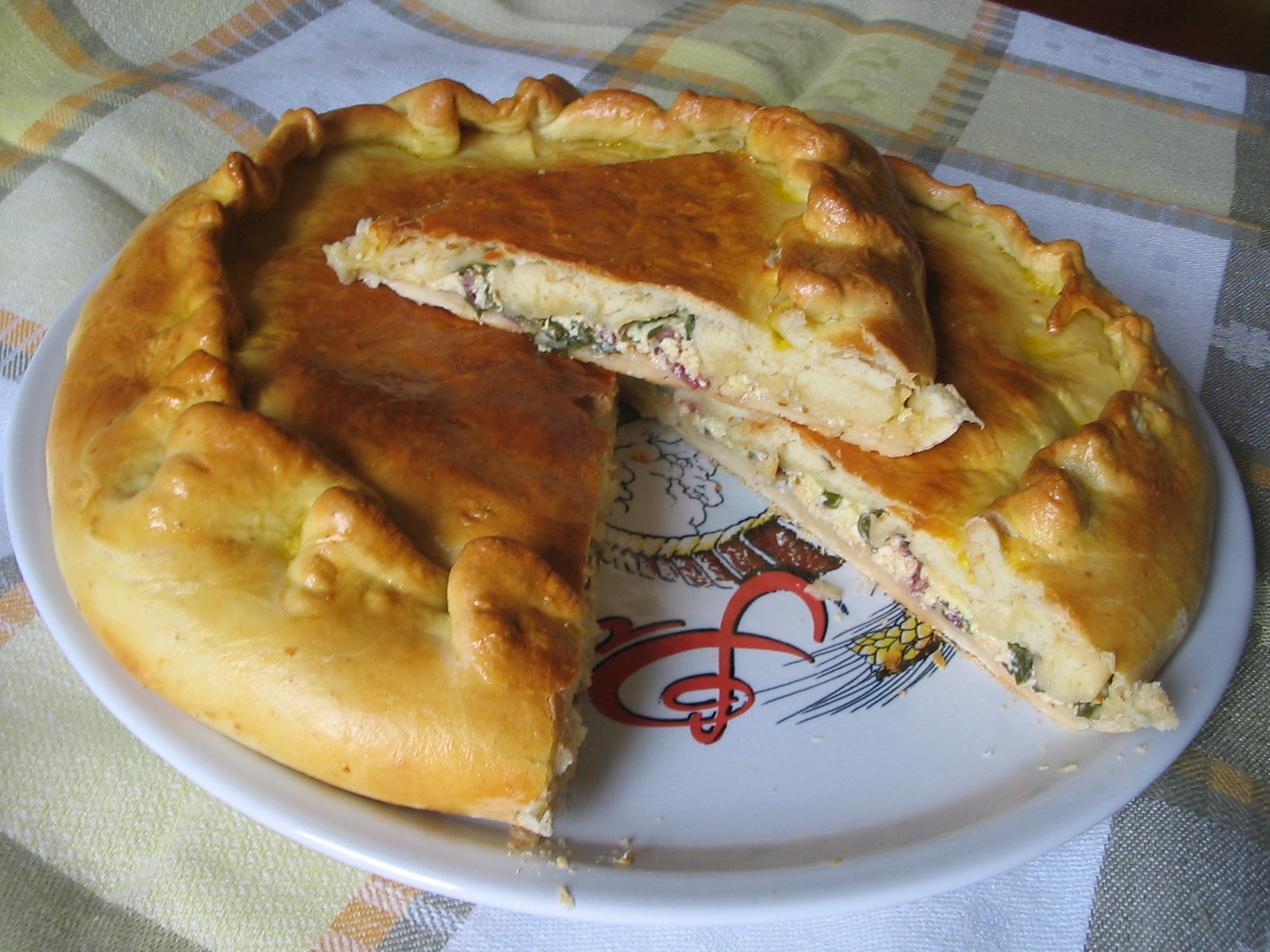
Pirog avec une farce de quark et de blette
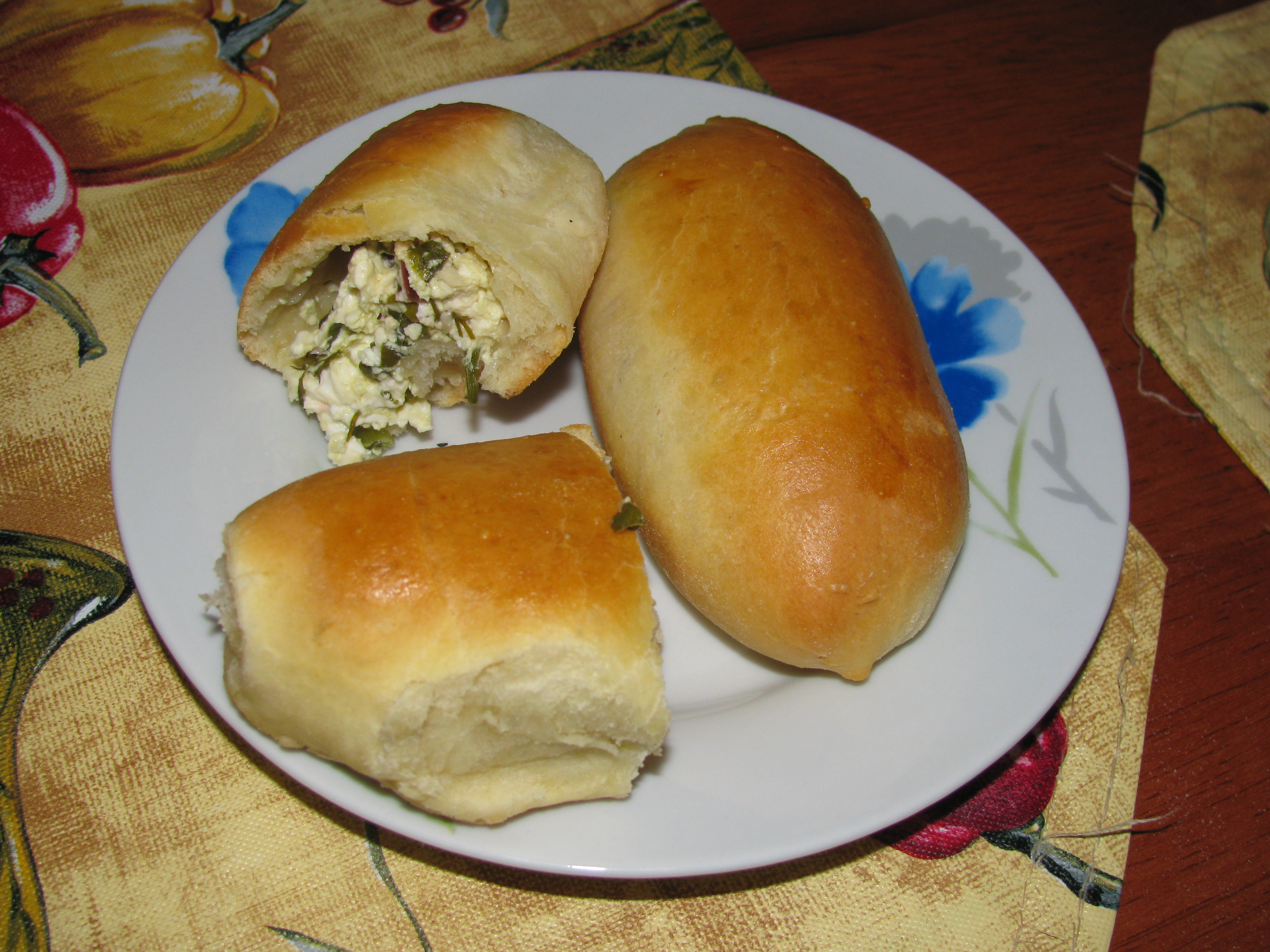
Pirozhki farcis avec du quark et des herbes
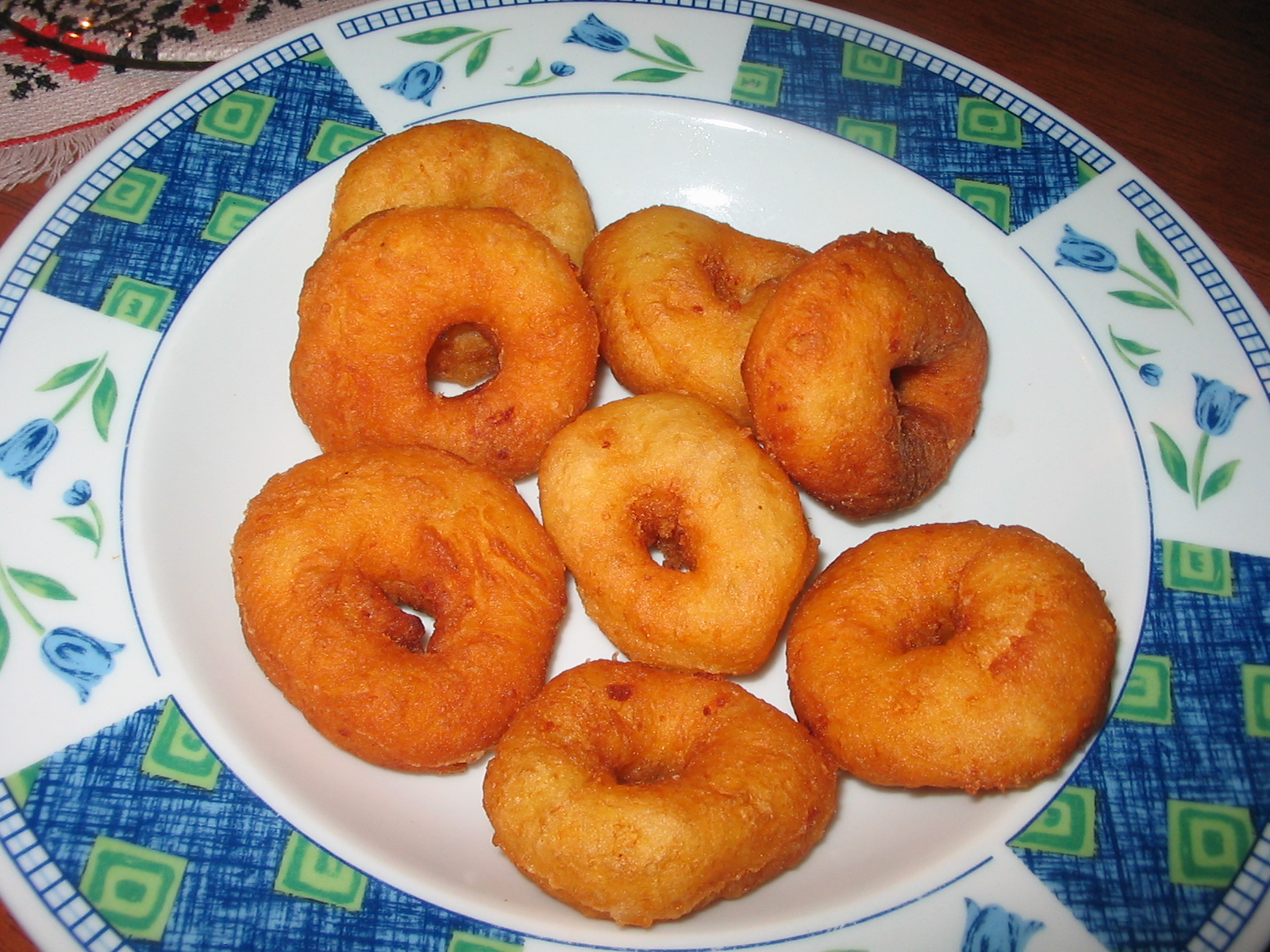
Anneaux (Pączki serowe)
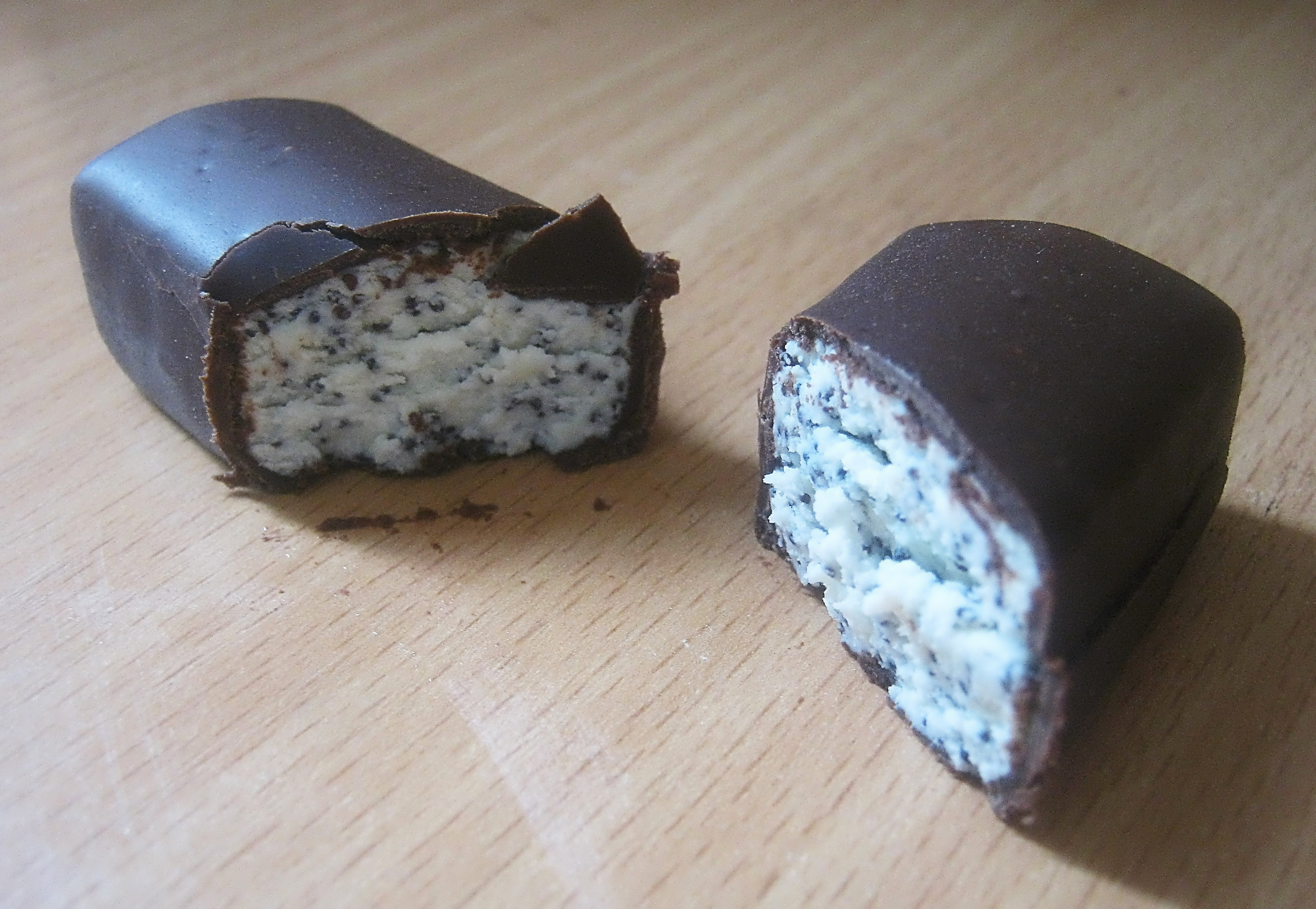
Snack de quark au chocolat

## Disponibilité dans d'autres pays

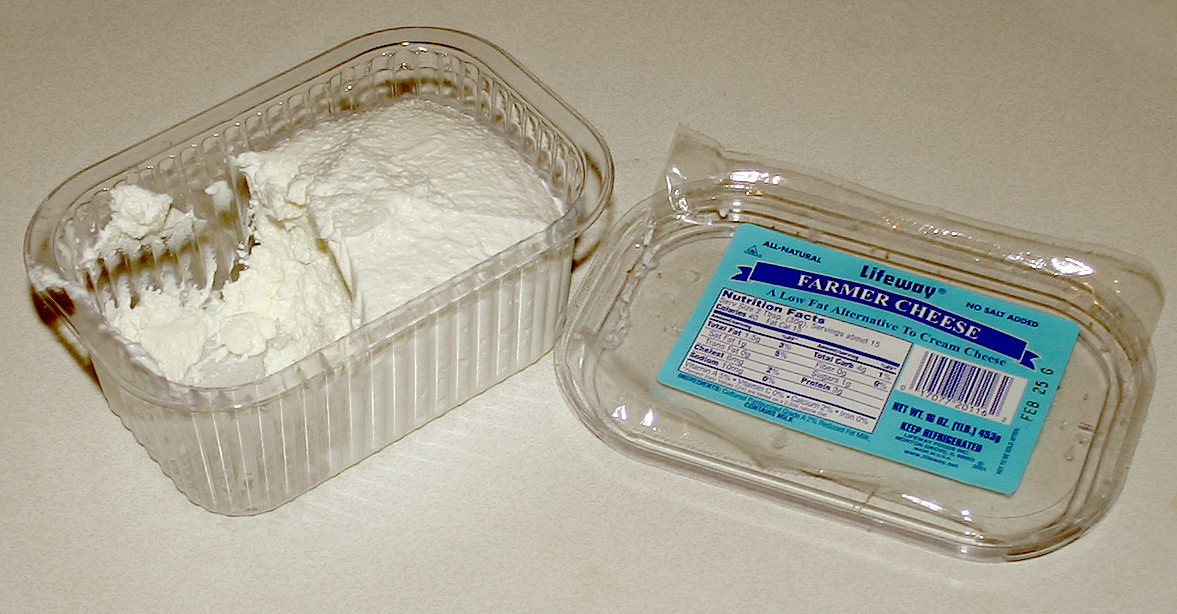
Fromage frais fabriqué par Lifeway Foods

Bien qu'il soit commun en Europe, on produit peu de quark en Amérique du Nord. Quelques laiteries, tel que la Vermont Creamery dans le Vermont, et certains détaillants en distribuent,,. Lifeway Aliments fabrique ce produit sous le nom de "fromage fermier", il est disponible dans certaines métropoles à population russophone. Elli Quark, un fabricant californien, propose un quark light de différents goûts. Au Canada, la société Liberté fabrique un quark plus ferme de type est-européen, tandis que l'usine de Calgary de Foothills Creamery en produit un plus tendre de style allemand à Didsbury (Alberta). On trouve également au Canada des produits similaires, tels que le fromage caillé sec fabriqué par Dairlyland. Le quark peut également être proposé sous les appellations de "fromage à pâtisserie", "fromage de ferme pressé" ou "fromage blanc".  Il est parfois utilisé comme alternative moins grasse au fromage à la crème dans des recettes salées ou sucrées.
En Inde, la coopérative Dairy Products Company vend du shrikhand sous le nom de quark.[réf. nécessaire]
En Australie, le quark traditionnel ukrainien est produit par Blue Bay Cheese dans la péninsule de Mornington. Il est parfois disponible dans les supermarchés, étiqueté "quark" ou "quarg".
Au Royaume-Uni, un quark lisse, sans gras, est produit par différents fabricants ; on trouve aussi du quark importé.